# 田中方子
田中 方子（たなか のりこ、1950年7月 - ）は、日本の歌手、女優。コントロールプロダクション所属。

## 来歴
幼少期に東京放送児童合唱団（現：NHK東京児童合唱団）に8年間所属し、高校時代には藤井典明に師事してクラシックを学ぶ。
1969年12月、芸名「田中 のり子」として『鳥になった少年』（作詞：山上路夫、作曲：高見弘）で歌手デビューを果たす。同曲は35万枚のヒットを収め、いずみたくシンガーズのメンバーとして歌唱した『われら青春!』（日本テレビ）の主題歌『帰らざる日のために』（作詞：山川啓介、作曲：いずみたく）も90万枚のヒットを記録した。
かつては劇団四季に身を置き、『ウェストサイド物語』『ジーザス・クライスト・スーパースター』『ブレーメンの音楽隊』『ユタとふしぎな仲間たち』などの舞台に女優やシンガーとして出演した経験をもつ。
これまでに80曲以上のコマーシャルソングを歌唱したほか、黒柳徹子司会のトーク番組『徹子の部屋』（テレビ朝日）のテーマ曲『徹子の部屋のテーマ』（作曲：いずみたく）も歌っている。オペラやシャンソンの楽曲を得意とし、2002年にはシアターサンモールでコンサートを開催した。

## 人物
- 趣味：水泳、車の運転、ジャズダンス、エアロビクス

## 出演

### 映画
- 博徒無情（1969年、日活）

### テレビ
- 女38歳気になるテレビ（1991年9月30日 - 1992年3月27日、テレビ朝日） - 司会
- クイズ!脳ベルSHOW（2019年11月11 - 12・15日、BSフジ） - パネラー

### CM
- ショップチャンネル
- ショップジャパン 「トゥルースリーパー」「BBリキッドバー」
- 八幡物産 「しじみの力」
- いよてつそごう 「いよてつそごうの歌」